# Хигасинада-ку (Кобе)
Хигасинада-ку（яп. 東灘区) — один из девяти административных районов, которые составляют город Кобе. Находится в восточной части города. Цветок района — абрикос.

## Общие сведения
Хигасинада-ку прилегает к району Нада-ку на западе, к городу Асия на востоке, к району Кита-ку на севере. Район отличается удобным транспортным сообщением: на станции Сумиёси по линии JR останавливается скорый поезд, на станции Микагэ по линии Хансин - экспресс, а на станциях Окамото и Уодзаки - все поезда, и в среднем можно доехать до Санномии в Кобе примерно за семь минут, до Умэды в Осаке примерно за двадцать минут. К району Хигасинада-ку так же относится Рокко-Айленд – второй городской приморский «микрорайон высокой культуры быта» в Кобе.
Из-за землетрясения 1995 года, когда в микрорайоне Сумиёси была зарегистрирована мощность землетрясения 7 баллов,  жители всего района сильно пострадали. Однакое впоследствии, по причине увеличения количества многоквартирных домов и удобного расположения района, в Хигасинада-ку значительно возросло число жителей, особенно молодых семей с детьми, приехавших из других городов и районов. Доля новых жителей после землетрясения Кобе превышает сорок процентов населения. Поэтому в районе – высокая рождаемость, и продолжается ситуация одновременного повышения рождаемости и старения населения.

## История местности
- Период Дзёмон: На территории от современного Фукаэ-Китамати до современного Ниси-Окамото обнаружены 5 мест с историческими остатками из периода Дзёмон.
- Период Яёй: Судя по архивным материалам храма Мото-Сумиёси, этот синтоистский храм был основан в 201 году.
- Период Кофун: Много курганов были построены на территории современного Хигасинада-ку, но большинство из них исчезли в последующие периоды.
- Эпоха Хэйан: Во время битвы Ити - но - Тани, армией Минамото но Нориёри была основана крепость.
- Эпоха Камакура: На Сумиёси существовало поместье Сандо-Кано, принадлежавшее Касуга-тайся.
- Эпоха Муромати: В начале периода Муромати эта местность принадлежала роду Акамацу, а после смены правителя ей стал владеть род Хосокава.
- Эпоха Момояма: Род Тоётоми стал непосредственным владельцем местности.
- В начале эпохи Эдо: Княжество Амагасаки стало владеть местностью.
- В середине эпохи Эдо: Местность перешла в непосредственное владение сёгуната Токугава, так как начало активно развиваться производство сакэ в «пяти деревнях» (яп. нада-гого) и т.д.

## История района
- 11 мая 1874 — было открыто железнодорожное сообщение между Осакой и Кобе. Станция Сумиёси открылась 1 июня того же года.
- Период начиная примерно с 1897  и до 1940 года позднее стали называть «периодом модернизма в регионе Хансин» (Хансинский модернизм). Окрестность деревни Сумиёси считают местом возникновения этого направления в искусстве и архитектуре.
- около 1925 — была основана Культурная деревня Фукаэ.
- 1 апреля 1950  — городки Микагэ-тё, Уодзаки-тё и деревня Сумиёси были включены в город Кобе и объединены в новый район Хигасинада-ку.
- 2003 — население района превысило 200 000 человек.

## Исторические достопримечательности
- курган Отомэдзука (микрорайон Микагэ-цука-тё)
- синтоистский храм Томёхатиман (микрорайон Микагэцука-тё)
- синтоистский храм Мото-Сумиёси (микрорайон Сумиёсимия-тё)
- синтоистский храм Цунасикитэнман (микрорайон  Микагэ-тё, Исия)
- синтоистский храм Хокура (микрорайон Мотояма-тё, Китахата)
- синтоистский храм Юдзуруха (микрорайон Микагэ-тё, Гунгэ)
- останки виллы Ниракусо (микрорайон Мотояма-тё, Окамото)